# Dianne Edwards
Dianne Edwards (* 1942) ist eine britische Paläobotanikerin. Ihr botanisches Autorenkürzel ist D.Edwards. Sie forscht als Professorin an der University of Cardiff und ist seit 2012 auch Präsidentin der Linnean Society.

## Forschungsfelder

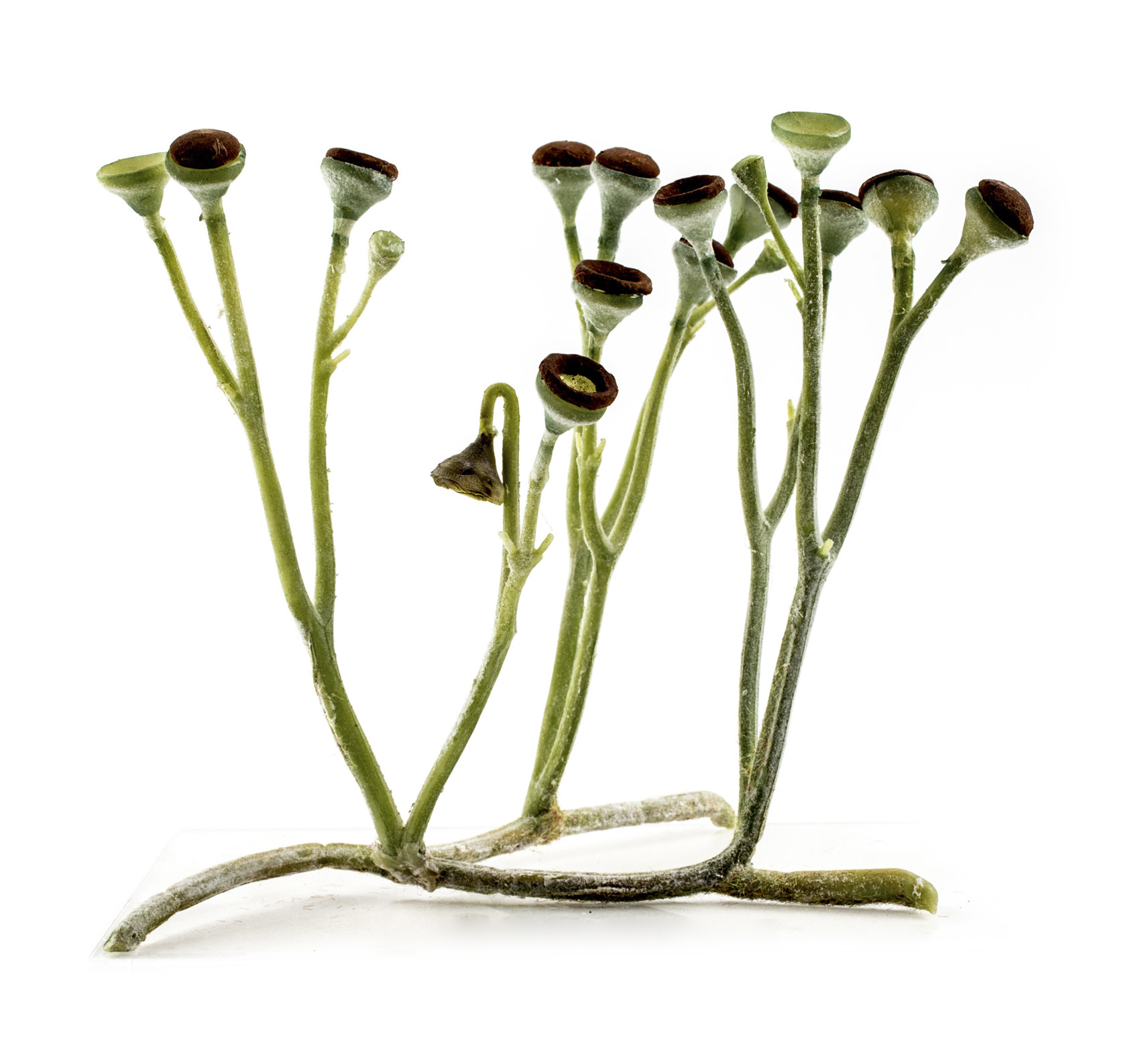
Lebendrekonstruktion von Cooksonia

Sie befasst sich mit frühen Landpflanzen aus dem Silur und frühen Devon, speziell aus dem Rhynie Chert in Schottland und in verkohlten Fossilresten in Wales sowie aus China (sie arbeitet mit dem Pekinger Museum für Naturgeschichte). Sie untersucht frühe Pflanzenfossilien mit dem Elektronenmikroskop.
1992 entdeckte sie Gefäße in der frühen Landpflanze Cooksonia aus dem Silur und frühen Devon. Sie interpretierte Kohlefunde aus dem Silur als früheste Hinweise auf Waldbrände. 1994 fand sie Hinweise, dass die frühesten Landpflanzen im Ordovizium und Silur Lebermoose waren. Sie entdeckte und untersuchte systematisch die Stomata in frühen Landpflanzen, untersuchte Fossilreste unsicherer Einordnung wie Nematothallus, Prototaxites und Nematasketum und erstbeschrieb die moosartigen Tortilicaulis aus dem Silur und Devon.

## Mitgliedschaften und Ehrungen
Dianne Edwards ist Fellow der Royal Society (1996), der Royal Society of Edinburgh, der Learned Society of Wales und Trustee des Natural History Museum London und war Trustee der National Botanic Gardens of Wales. 2014 wurde sie zum Mitglied der Academia Europaea gewählt.
1999 wurde sie zum Commander des Order of the British Empire (CBE) ernannt. 
2004 erhielt sie die Lyell Medal und 2013 die Lapworth Medal der Palaeontological Association. Ebenfalls 2013 wurde ihr ein Ehrendoktorat der Universität Uppsala verliehen.